# 11e gala des prix Félix
Les Lauréats des prix Félix en 1989, artistes québécois œuvrant dans l'industrie de la chanson, ont reçu leurs récompenses à l'occasion du onzième Gala de l'ADISQ, animé par Michel Rivard et qui eut lieu le 15 octobre 1989.

## Interprète masculin de l'année
- Roch Voisine

Autres nommés : Gerry Boulet, Robert Charlebois, Luc De Larochellière, Pierre Flynn, Jean Leloup, Michel Pagliaro, Mario Pelchat, Paul Piché et Richard Séguin.

## Interprète féminine de l'année
- Johanne Blouin

Autres nommées : Sylvie Bernard, Joe Bocan, Marie Carmen, Martine Chevrier, Mitsou, Marie-Denise Pelletier, Marie Philippe, Ginette Reno, Nathalie Simard.

## Révélation de l'année
- Roch Voisine

Autres nommés : Sylvie Bernard, Michel Courtemanche, Luc De Larochellière, Jean Leloup.

## Groupe de l'année
- UZEB

Autres nommés : Hart Rouge, Madame, Nuance, Paparazzi.

## Auteur-compositeur de l'année
- Luc De Larochellière

Autres nommés: Gerry Boulet, Michel Pagliaro, Paul Piché, Mario Trudel.

## Artiste anglophone de l'année
- Sass Jordan

Autres nommés : Corey Hart, Michel Lemieux, Too Many Cooks, Karen Young et Michel Donato.

## Artiste s'étant le plus illustré hors Québec
- André Gagnon, Marc Drouin

## Artiste de la francophonie s'étant le plus illustré au Québec
- Francis Cabrel

## Chanson populaire de l'année
- Hélène de Roch Voisine

Autres nommées: Repartir à zéro de Joe Bocan, Les yeux du cœur de Gerry Boulet, Silence, on danse de Robert Charlebois, Un trou dans les nuages de Michel Rivard, Journal intime de Nuance, J'appelle de Paul Piché, Tu reviens de loin de Richard Séguin, Danse avec moi de Martine St-Clair, Je pense à moi comme je t'aime de Diane Tell.

## Album de l'année
- Hélène de Roch Voisine

## Album le plus vendu
- Ne m'en veux pas de Ginette Reno

## Album pop de l'année
- Ne m'en veux pas de Ginette Reno

Autres nommés: Cadeau de Claude Dubois, L'amour tendre de Danielle Oddera, Mario Pelchat de Mario Pelchat, Seule à rêver de Gabrielle Bujold.

## Album rock de l'année
- Rendez-vous doux de Gerry Boulet

Autres nommés: Dans la peau de Marie Carmen, Sous peine d'amour de Michel Pagliaro, Tendre ravageur de Pierre Harel, Paparazzi de Paparazzi.

## Album pop-rock de l'année
- Hélène de Roch Voisine

Autres nommés: Joe Bocan de Joe Bocan, El Mundo de Mitsou, Sur le chemin des incendies de Paul Piché, René et Nathalie Simard de Nathalie et René Simard.

## Premier album de l'année
- El Mundo de Mitsou

Autres nommés: Le temps d'une dinde de Michel Barrette, Joe Bocan de Joe Bocan, Dans la peau de Marie Carmen, Amère America de Luc De Larochellière.

## Album country de l'année
- Soyons heureux de Patrick Norman

Autres nommés : Étienne Bessette au violon d'Étienne Bessette, Jardin de rêve de Chantal et Réjean Massé, Je voudrais changer d'chapeau de la Bottine souriante, Tant qu'on fera des chansons de Georges Hamel.

## Album jazz de l'année
- Just Friends de Oliver Jones

## Album instrumental de l'année
- Des dames de cœur d'André Gagnon

## Album classique de l'année
- Joseph Rouleau

## Spectacle pop de l'année
- La prochaine fois que j'aurai vingt ans de Ginette Reno

Autres nommés: Aliéno de Alain Lamontagne, Johanne Blouin de Johanne Blouin, Sylvie Bernard de Sylvie Bernard, Le temps de dire de Gilles Vigneault.

## Spectacle rock de l'année
- Rendez-vous doux de Gerry Boulet

Autres nommés: Journée d'Amérique de Richard Séguin, Michel Pagliaro de Michel Pagliaro, Noisy Nights de UZEB, Le parfum du hasard de Pierre Flynn.

## Spectacle pop-rock de l'année
- Un plaisir et le mal de Joe Bocan

Autres nommés: Comme un voyou de Claude Dubois, La tournée de Montréal de Paul Piché, Marie-Denise Pelletier de Marie-Denise Pelletier, Marie Philippe de Marie Philippe.

## Spectacle humour de l'année
- André-Philippe Gagnon de André-Philippe Gagnon

Autres nommés: Ouvrir par le haut de Jean-Marc Parent, Prise 2 de le Groupe Sanguin, Roland Hi Ha Tremblay de Michel Barrette, Un nouveau comique est né de Michel Courtemanche.

## Metteur en scène de l'année
- Kâ de Martine Michaud

Autres nommés: Vos plaisirs et le mal de Joe Bocan de René Richard Cyr et Claude Poissant, André-Philippe Gagnon de Stéphane Laporte, Prise 2 du Groupe Sanguin de Robert Lepage et Denis Bouchard, Gala de Daniel Roussel.

## Vidéoclip de l'année
- Amère América de Luc De Larochellière

Autres nommés: Alger de Jean Leloup, De la jungle des villes de Michel Robert, Loulou des B. B., Sur ma peau de Paul Piché.

## Hommage
- Luc Plamondon

## Sources
- Gala de l'ADISQ 1989